# Schmidthachenbach
Schmidthachenbach ist eine Ortsgemeinde im Landkreis Birkenfeld in Rheinland-Pfalz. Sie gehört der Verbandsgemeinde Herrstein-Rhaunen an.

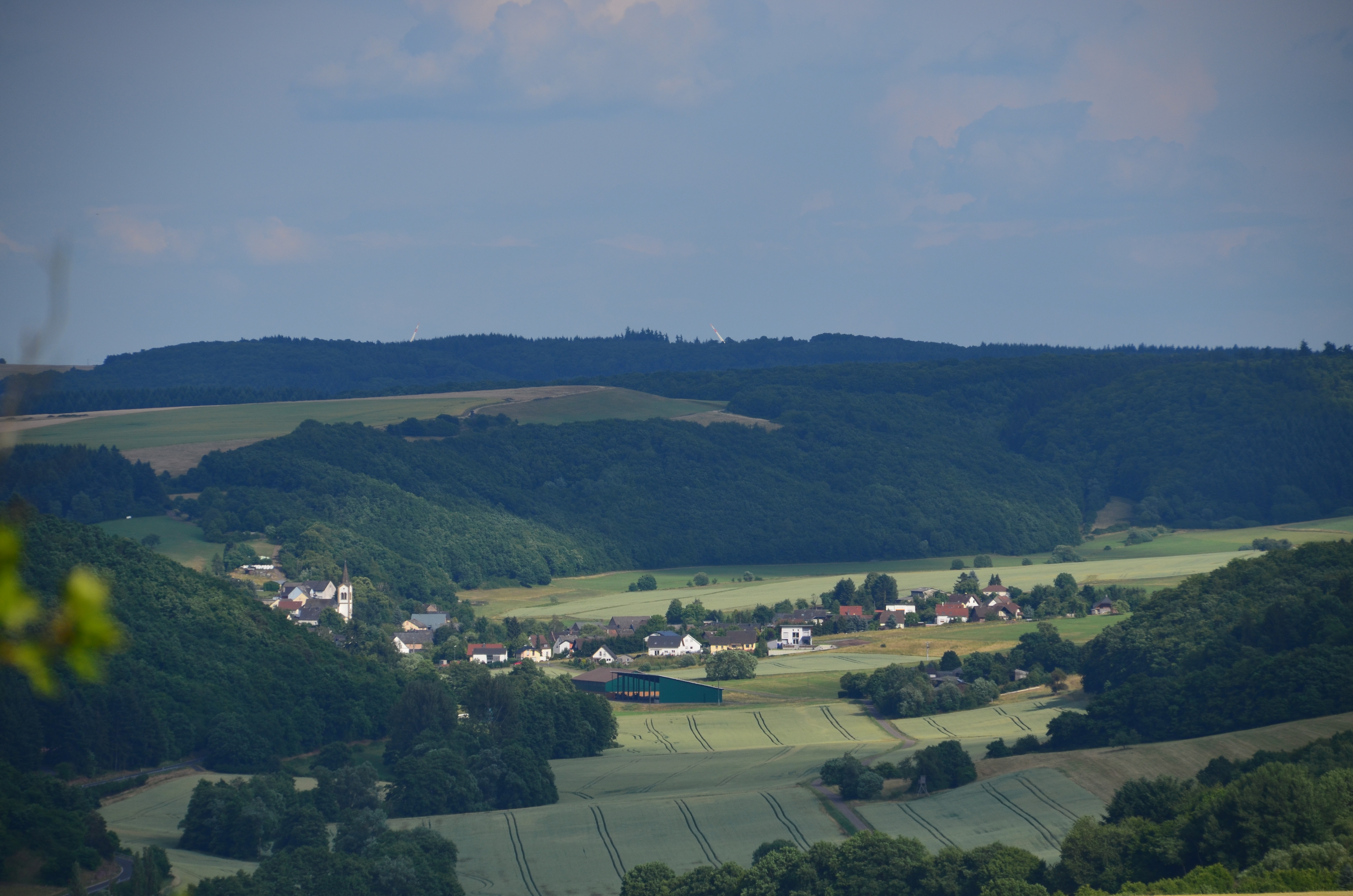
Schmidthachenbach

## Geographie
Schmidthachenbach liegt im Großbachtal, einem Seitental der Nahe. Die Hälfte der Gemarkungsfläche ist bewaldet.
Zu Schmidthachenbach gehören auch die Wohnplätze Antesmühle und Forsthaus Antestal.

## Geschichte
Der Ort wurde im Jahr 1572 als Hachenbach erstmals urkundlich erwähnt. Er gehörte zum Amt Naumburg mit dem Verwaltungssitz auf der Burg Naumburg bei Bärenbach in der Vorderen Grafschaft Sponheim und wurde 1766 badisch. Von 1798 bis 1814 war die Region und der Ort französisches Staatsgebiet im Département de la Sarre. Schmidthachenbach war Sitz einer Mairie im Kanton Grumbach des Arrondissements Birkenfeld im Saardepartement. Beim Wiener Kongress wurde er dem Herzogtum Sachsen-Coburg-Saalfeld zugeschlagen und gehörte zum Fürstentum Lichtenberg. Im Jahr 1834 wurde das Fürstentum Lichtenberg und damit auch Schmidthachenbach an das Königreich Preußen übereignet. Die Gemeinde gehörte in der Folge zum preußischen Kreis St. Wendel im Regierungsbezirk Trier der Rheinprovinz. Sie blieb zunächst Verwaltungssitz, doch ging dieser bald an Sien über. Mit dem Groß-Hamburg-Gesetz wurde 1937 auch die Region neu gegliedert. Der benachbarte oldenburgische Landesteil Birkenfeld wurde aufgelöst und Schmidthachenbach kam zu dem neu gebildeten Landkreis Birkenfeld, zu dem es noch heute gehört.
Für das 16. bis 19. Jahrhundert ist Weinanbau in dem Ort bezeugt.
Bevölkerungsentwicklung
Die Entwicklung der Einwohnerzahl von Schmidthachenbach, die Werte von 1871 bis 1987 beruhen auf Volkszählungen:
| Jahr | Einwohner |
| 1815 | 300       |
| 1835 | 305       |
| 1871 | 466       |
| 1905 | 436       |
| 1939 | 431       |
| 1950 | 496       |

| Jahr | Einwohner |
| 1961 | 496       |
| 1970 | 470       |
| 1987 | 446       |
| 1997 | 442       |
| 2005 | 405       |
| 2024 | 376       |

## Politik

### Gemeinderat
Der Gemeinderat in Schmidthachenbach besteht aus acht Ratsmitgliedern, die bei der Kommunalwahl am 9. Juni 2024 in einer Mehrheitswahl gewählt wurden, und dem direkt gewählten ehrenamtlichen Ortsbürgermeister als Vorsitzendem.

### Bürgermeister
Roger Stumm ist Ortsbürgermeister von Schmidthachenbach. Bei der Direktwahl am 26. Mai 2019 wurde er mit einem Stimmenanteil von 61,83 % und am 9. Juni 2024 als einziger Bewerber mit 76,2 % jeweils für weitere fünf Jahre in seinem Amt bestätigt.

## Wirtschaft und Infrastruktur
Im Westen verlaufen die Bundesstraßen 41 und 270. In Kirn-Sulzbach ist ein Bahnhof der Bahnstrecke Bingen–Saarbrücken.

## Persönlichkeiten
- Ingrid Schneider (1946–2013), SPD-Politikerin